# Münchenberg bei Stecklenberg
Münchenberg bei Stecklenberg este o arie protejată (arie specială de conservare — SAC, sit de importanță comunitară — SCI) din Germania întinsă pe o suprafață de 96 ha, integral pe uscat.

## Localizare
Centrul sitului Münchenberg bei Stecklenberg este situat la coordonatele 51°44′22″N 11°05′51″E / 51.7394°N 11.0975°E.

## Înființare
Situl Münchenberg bei Stecklenberg a fost declarat sit de importanță comunitară în octombrie 2000 pentru a proteja 2 specii de animale. Situl a fost protejat și ca arie specială de conservare în decembrie 2018.

## Biodiversitate
Situată în ecoregiunea atlantică, aria protejată conține 5 habitate naturale: Pajiști uscate seminaturale și facies de acoperire cu tufișuri pe substraturi calcaroase (Festuco-Brometalia) (* situri importante pentru orhidee), Pajiști uscate seminaturale și facies de acoperire cu tufișuri pe substraturi calcaroase (Festuco-Brometalia) (* situri importante pentru orhidee), Fânețe de joasă altitudine (Alopecurus pratensis, Sanguisorba officinalis), Păduri de fag Asperulo-Fagetum, Păduri de stejar și carpen Galio-Carpinetum.
La baza desemnării sitului se află mai multe specii protejate de  nevertebrate (2): Euplagia quadripunctaria, rădașcă (Lucanus cervus)
Pe lângă speciile protejate, pe teritoriul sitului au mai fost identificate 9 specii de plante, 2 specii de mamifere, 2 specii de nevertebrate, 2 specii de reptile.